# Hugh Sykes Davies
Pour les articles homonymes, voir Hugh Davies, Sykes et Davies.
Hugh Sykes Davies, né le 17 août 1909, à Prescot dans le Lancashire, et mort le 6 juin 1984 à Cambridge, est un professeur au St.John's College, de l'université de Cambridge, un poète surréaliste, membre du Parti communiste de Grande-Bretagne, critique d'art, romancier, linguiste britannique.

## Biographie
Hugh Sykes Davies suit des études secondaires à la Kingswood School (en), à Bath, avant d'entrer au  St.John's College, de l'université de Cambridge. Durant ses études à Cambridge, avec William Empson, il crée le magazine Experiment. Dans les années 1930, il fait un séjour à Paris lors duquel il rencontre des artistes surréalistes. Communiste, il est candidat aux élections de la Chambre des Communes en 1940 qui sont annulées pour cause de guerre imminente . Il est maître de conférences (lecturer) en littérature anglaise à l'Université de Cambridge. Il publie dans diverses revues d'avant-garde telles : Cambridge Review, Transition, Venture, Criterion, Listener, New Verse, Review of English Studies, Kirkus .
Son engagement pour le surréalisme est lié à son engagement politique au Parti communiste de Grande-Bretagne, et à son adhésion théorique au marxisme et à la psychanalyse.
Avec David Gascoyne, Humphrey Jennings, Edward McKnight Kauffer, Rupert Lee (en), Diana Brinton Lee, Henry Moore, Paul Nash, Roland Penrose, Herbert Read, il organise la London International Surrealist Exhibition aux New Burlington Galleries avec le support d'André Breton, Paul Éluard, Georges Hugnet, Man Ray.
Le Council of Independent Colleges (en) crée une bourse Hugh Sykes Davies / R. Meredith Jackson.
Ses archives sont déposés à la bibliothèque du St.John's College.

## Œuvres

### Essais
- Realism In The Drama, Cambridge, Cambridge University Press (réimpr. 2014) (1re éd. 1934), 130 p. (ISBN 9781107692381, OCLC 150442671, lire en ligne),
- Grammar Without Tears, Londres, Bodley Head (réimpr. 1953, 1957, 1972) (1re éd. 1951), 188 p. (OCLC 559391772, lire en ligne),
- Trollope, Londres, British Council by Longmans, 1er janvier 1960, 50 p. (OCLC 576484018, lire en ligne),
- The Poets and their Critics, vol. 1 : From Chaucer to Collins, Londres, Hutchinson Educational (réimpr. 1969) (1re éd. 1960), 248 p. (OCLC 1150969288, lire en ligne),
- The papers of Andrew Melmoth, New York, Morrow, 1er janvier 1961, 221 p. (OCLC 1433453),
- Thomas de Quincey, Londres, British Council and the National Book League (réimpr. 1972) (1re éd. 1964), 50 p. (ISBN 9780582011670, lire en ligne),
- The Poets and their Critics, vol. 2 : From Blake To Browning, Londres, Hutchinson Educational, 1er janvier 1966, 358 p. (OCLC 249048235, lire en ligne),
- Browning and the Modern Novel, Folcroft, Pennsylvanie, Folcroft Library Editions, 1969, 28 p. (ISBN 9780848205324),
- Wordsworth and the Worth of Words, Cambridge, Cambridgeshire, Cambridge University Press (réimpr. 2010) (1re éd. 1987), 344 p. (ISBN 9780521309097, lire en ligne),

### Recueils de poésies et romans
- Petron, Londres, Dent, 1er janvier 1936, 79 p. (OCLC 46656182),
- No Man Pursues, Londres, Bodley Head, 1950, 267 p. (OCLC 30178694),
- Full Fathom Five, Londres, Bodley Head, 1956, 271 p. (OCLC 20438328),
- A Collection of the Poems of Hugh Sykes Davies, Cambridge, Proquest LLC, 2000, n.c. (OCLC 456294447),